# Dun a' Chaolais

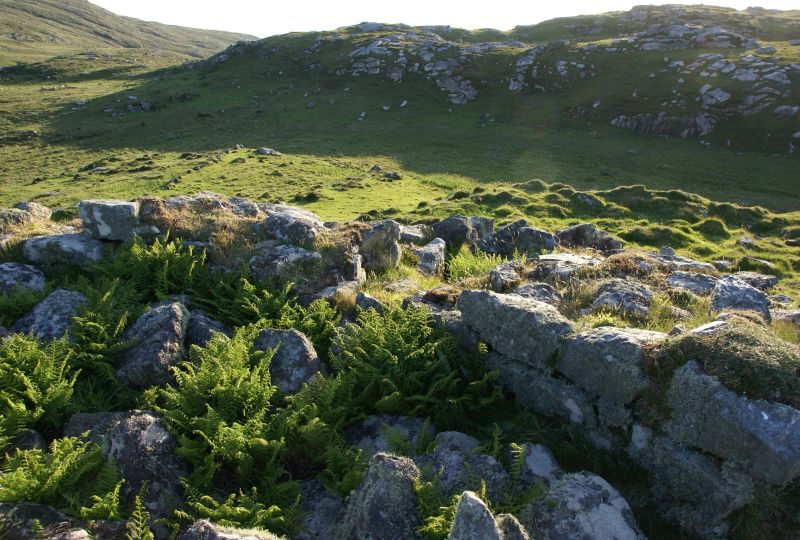
Het inwendige van de broch.

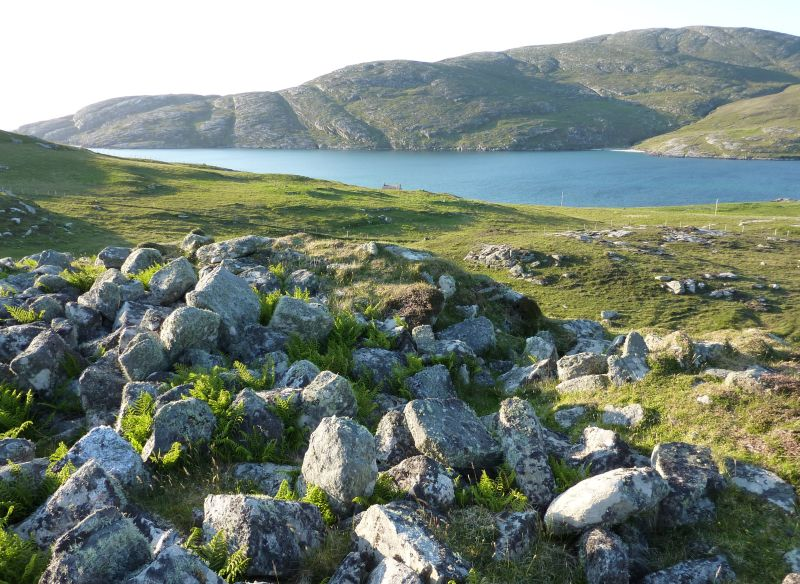
Uitzicht vanaf de broch naar het noorden.

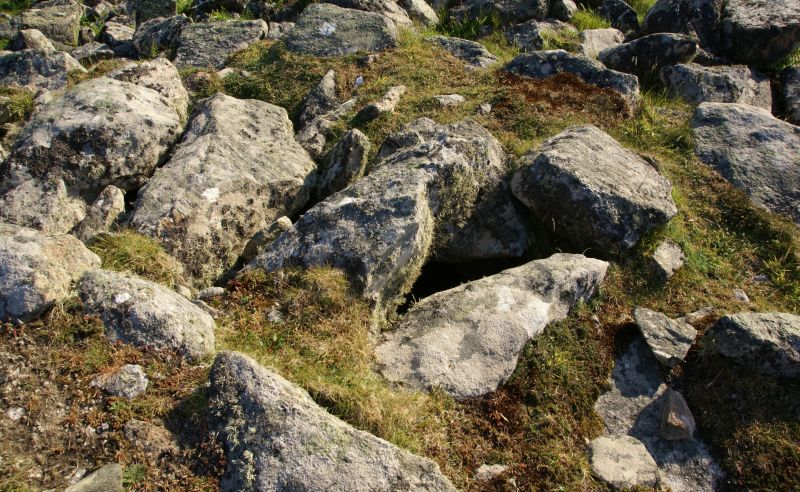
Een reeks platte stenen tussen de twee wanden (waardoor de galerijen ontstaan), nu bijna gelijk met het huidige grondniveau.

Dun a' Chaolais is een broch, een gebouw uit de IJzertijd, gelegen op het eiland Vatersay (in het Schots-Gaelisch: Bhatarsaigh) in de Schotse Buiten-Hebriden.

## Locatie en naam
Dun a' Chaolais ligt boven op een heuvel ten westen van de doorgaande weg op Vatersay. Deze weg begint als een zijweg van de A888 op het noordelijker eiland Barra en gaat via een dam die sinds 1991 de twee eilanden met elkaar verbindt, door naar Vatersay. De broch ligt een halve kilometer ten zuiden van de plaats Caolis. Vanaf de broch heeft men uitzicht over een groot deel van het eiland en de omliggende zee. Dun a' Chaolais staat overigens vanaf de weg niet aangegeven.
De term "dun" in de naam betekent dat het om een versterkte plaats gaat. "Chaolais" geeft aan dat er sprake is van een zeestraat. De naam "Dun a' Chaolais" betekent dus "Fort bij de zeestraat".

## Geschiedenis
Tot in 2009 zijn er nog geen officiële opgravingen verricht bij Dun a' Chaolais. Er is derhalve weinig bekend over de bouw en de periode. De meeste brochs stammen uit de periode van 100 v. Chr. tot 100 na Chr., dus vermoedelijk stamt ook deze broch uit die periode.

## Bouw
Zoals alle brochs bestaat Dun a' Chaolais uit een rond stenen gebouw met een ronde ruimte in het centrum. In een broch bestaat de muur vanaf het niveau van de eerste etage altijd uit twee wanden die parallel aan elkaar lopen. Deze wanden zijn op een aantal niveaus met elkaar verbonden door platte stenen, waardoor galerijen ontstaan. Op grondniveau zijn er twee varianten in de brochs te onderscheiden; brochs die op dit niveau een solide muur hebben (solid-based brochs) en brochs die ook al op dit niveau een muur bestaande uit twee wanden hebben (ground-galleried brochs). Het is lastig te beoordelen tot welk type broch Dun a' Chaolais behoort, aangezien het binnenste van de broch is opgevuld met grond en stenen. Het lijkt om een ground-galleried broch te gaan. De platte stenen die de eerste galerij vormen zijn op enkele plaatsen nog zichtbaar in de muur.
De diameter van het totale gebouw is zestien meter, terwijl de diameter van de binnenste ronde ruimte acht meter is. De hoogte van de muur is nog ongeveer één meter. Volgens oudere beschrijvingen bevindt de toegang tot de broch zich aan de noordoostelijke of noordwestelijke zijde en is ongeveer 1,5 meter breed. Aan weerszijden van deze toegang bevonden zich kamers in het inwendige van de muur, zogenaamde guard-cells.
Ten noordwesten van de broch bevindt zich een kleine ommuurde plaats. Ook ten zuiden en zuidoosten van de brochs zijn er resten te vinden van ten minste twee gebouwen. Men neemt aan dat deze laatste gebouwen van latere datum zijn, vermoedelijk zelfs pas afkomstig uit de middeleeuwen. Voor de constructie van die gebouwen zijn destijds stenen gebruikt van de broch.

## Afbeeldingen

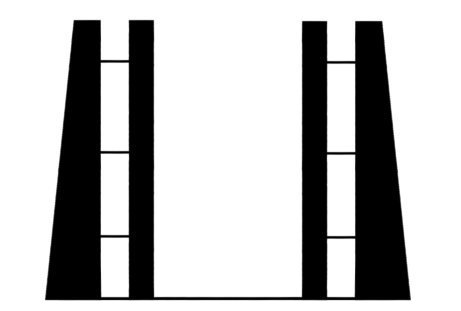
Dwarsdoorsnede van een ground-galleried broch. De muur bestaat op het niveau van de begane grond reeds uit twee wanden. Op meerdere niveaus zijn de wanden met elkaar verbonden door een reeks platte stenen.
Dwarsdoorsnede van een solid-based broch. De muur op het niveau van de begane grond bestaat uit een solide muur.